# Nuevo Central Argentino

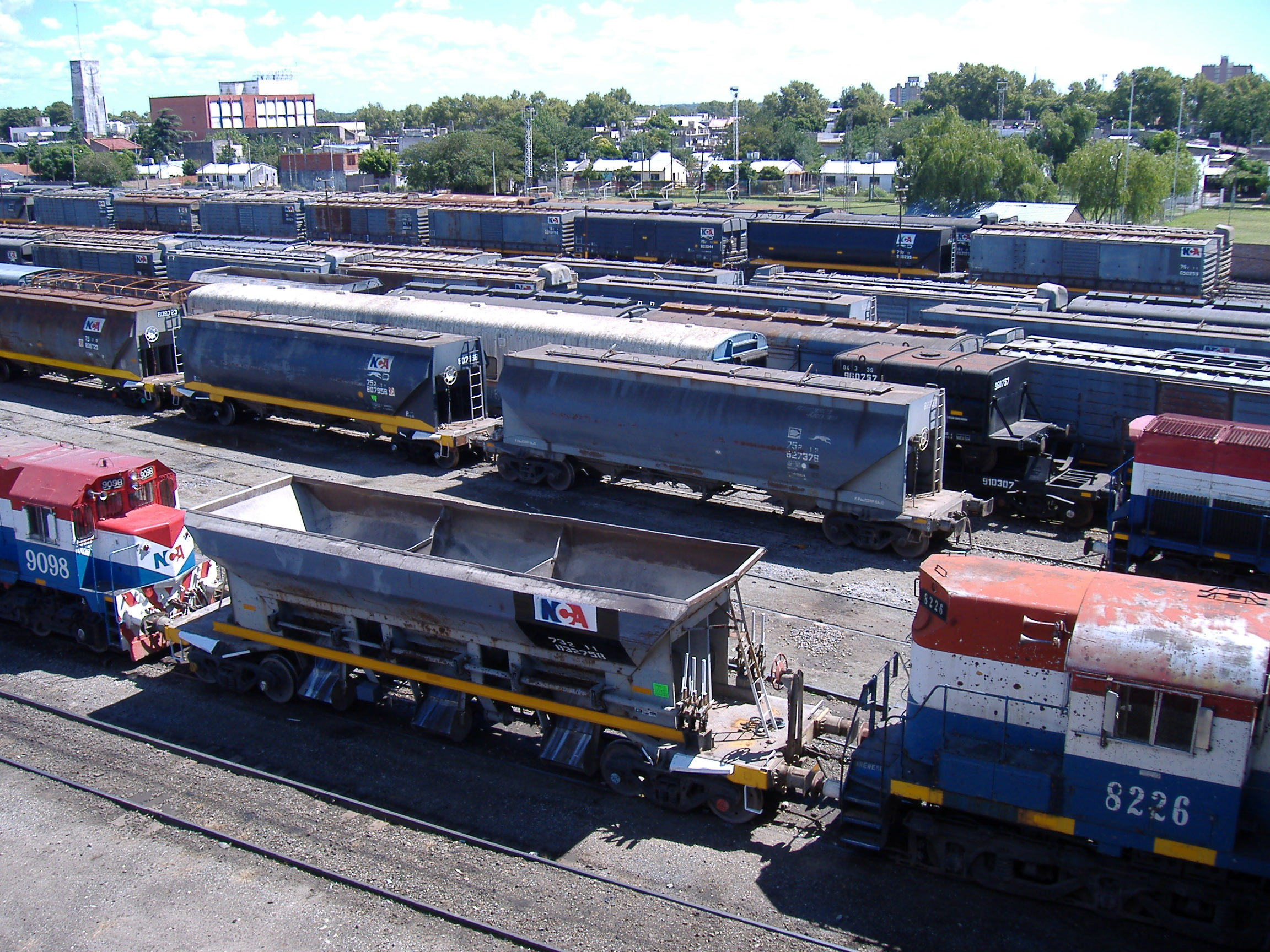
Patio Parada, base de operaciones de NCA.

Nuevo Central Argentino (NCA) es una empresa privada argentina que explota la operación e infraestructura de cargas del Ferrocarril General Bartolomé Mitre desde el 23 de diciembre de 1992, fecha en la cual le fueron dadas en concesión dentro del plan de reformas del entonces presidente Carlos Menem. Al igual que el resto de la red, era administrada previamente por Ferrocarriles Argentinos.
Tiene su principal sede en Rosario, cerca de Villa Gobernador Gálvez y Villa María. También existen centros de operaciones en Colombres, Córdoba capital, centros de transferencia en la ciudad de Tucumán y en el barrio porteño de Retiro.

## Historia
En el Proceso de licitación se incluyó la mayor parte de la red del Ferrocarril General Mitre, y se le adicionó un ramal entre Pergamino y Junín., totalizando 4.511 km. En enero de 1992 se forma Nuevo Central Argentino S.A que comenzó a operar el 23 de diciembre de 1992.  
La Auditoría General de la Nación advirtió sobre numerosos incumplimientos en la ejecución de los programas anuales de mantenimiento del material rodante, así como “un alto deterioro” de varios de los ramales evaluados, y el mal estado de las vías. 
El 28 de junio de 2021, se anunció que el Ministerio de Transporte no renovaría el contrato con la empresa, pasando todos los servicios a manos de la estatal Trenes Argentinos Cargas. A pesar de esto, tras el cambio de gobierno en 2023, se dejó sin efecto esa resolución y se prorrogó el contrato por 10 años más, agregando más obligaciones.

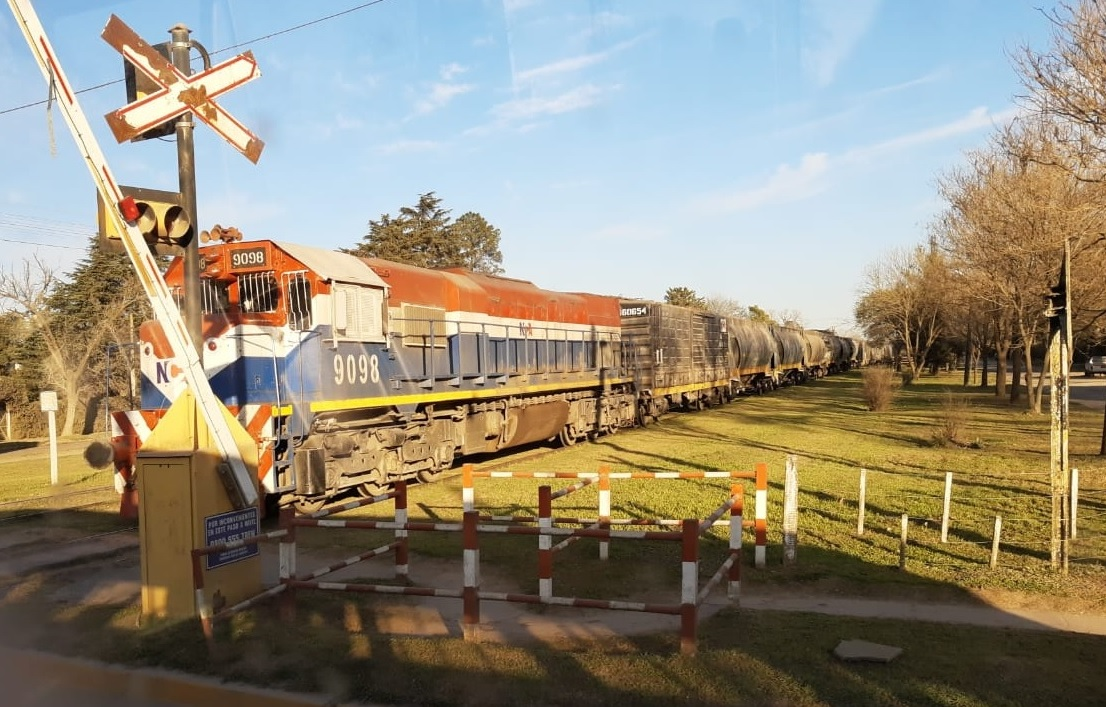
Locomotora General Motors GT22 en la localidad de Funes, esperando en el paso a nivel de calle Elorza.

## Ramales sin operatorias
Dentro de los ramales que tiene en concesión el Nuevo Central Argentino, la empresa ha abandonado el ramal de Bernardo de Irigoyen a Santa Fe, de Casilda a Río III, de Gálvez a La Rubia y de Cañada de Gómez a San Jorge, entre otros tantos.

## Infraestructura
Con datos de 2020, la red de NCA cuenta con más de 4500 kilómetros de vía, es amplia en extensión y en posibilidades de transporte a la gran variedad de productos originados en las provincias de Buenos Aires, Santa Fe, Córdoba, Santiago del Estero y Tucumán. de líneas de carga en las provincias de Buenos Aires, Santa Fe, Córdoba, Santiago del Estero y Tucumán. Además por las vías de NCA circulan 3 servicios de trenes de pasajeros de larga distancia pertenecientes a la empresa estatal Trenes Argentinos Operadora Ferroviaria que unen Buenos Aires (Retiro) con Rosario, Córdoba y con Tucumán pasando por la ciudad de Rosario.

## Estadísticas
| Año  | Toneladas | Variación |
| ---- | --------- | --------- |
| 2019 | 7.308.521 | +16,5%    |
| 2018 | 6.274.496 | -13,2%    |
| 2017 | 7.231.376 | -5,7%     |
| 2016 | 7.670.416 | +4%       |
| 2015 | 7.376.898 | -0,4%     |
| 2014 | 7.403.914 | +1,7%     |

Nota: Solo se expone el periodo 2014-2019